# غاسبار أرواخو
غاسبار أرواخو (بالبرتغالية: Gaspar Araújo‏) هو منافس ألعاب قوى برتغالي، ولد في 17 ديسمبر 1981.

## وصلات خارجية
- غاسبار أرواخو على موقع الاتحاد الدولي لألعاب القوى (الإنجليزية)
- غاسبار أرواخو على موقع الاتحاد الأوروبي لألعاب القوى (الإنجليزية)
- غاسبار أرواخو على موقع أوليمبيديا (الإنجليزية)